# 先東河
46°54′22″N 7°3′27″E / 46.90611°N 7.05750°E

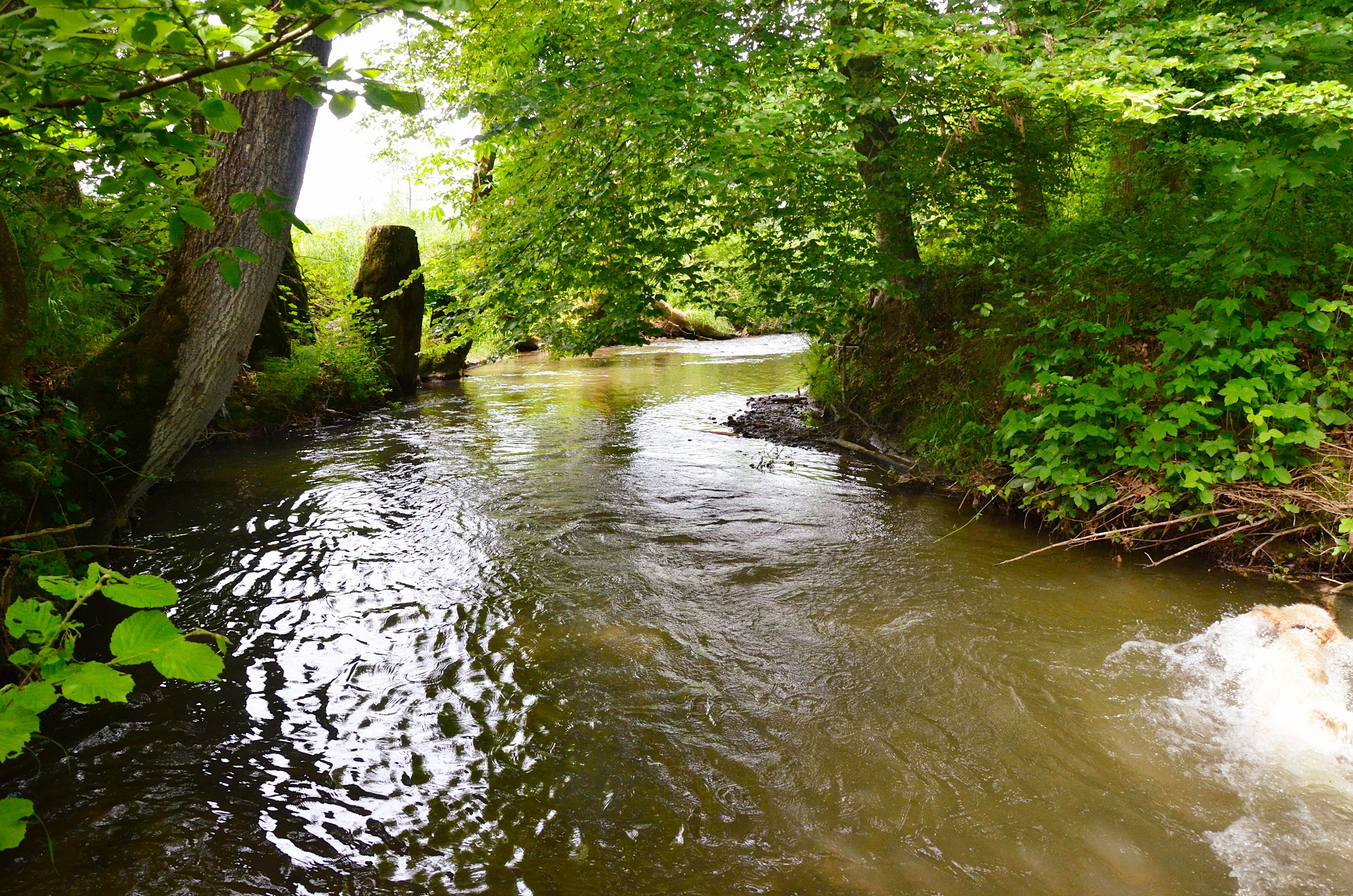

先東河是瑞士的河流，位於該國西部，流經弗里堡州和沃州，屬於布羅耶河的支流，河道全長17公里，流域面積38平方公里，河口處在富村附近。